# Manuel José Quintana
Manuel José Quintana y Lorenzo (ur. 11 kwietnia 1772 w Madrycie, zm. 11 marca 1857 tamże) – hiszpański poeta przełomu oświecenia i romantyzmu.

## Wybrane dzieła

### Eseje
- Las reglas del drama (1791, tercetem)
- Vidas de españoles célebres (Tom I: 1807; Tom II: 1830; Tom III, 1833)
- Cartas a Lord Holland, 1852

### Poezje
- Poesías (1788, 1802, 1813, 1821, 1825)
- España libre. Odas (Madryt, 1808?)
- Poesías patrióticas (Madryt, 1808)

### Dramaty
- El Duque de Viseo
- Pelayo